# 来迎院 (龍ケ崎市)
来迎院（らいごういん）は、茨城県龍ケ崎市にある天台宗寺院。山号は箱根山。箱根山宝塔寺来迎院と号する。

## 歴史
永正14年（1517年）、常陸国河内郡小野村（現・稲敷市小野）の逢善寺によって、同郡馴馬村に建てられた草堂が当寺の起源と伝える。弘治2年（1556年）、延暦寺の覚仙が当地に伽藍を建立し一世となった。以後の歴史は判然としないが、江戸の寛永寺の援助で堂宇の再興が行われており、同寺との関係が深かったものと推定される。
寛永8年（1631年）玄幸が再興し、寛政3年（1791年）、寛永寺から二百両を拝領して庫裡・本堂が再建されている。

## 文化財

### 重要文化財（国指定）

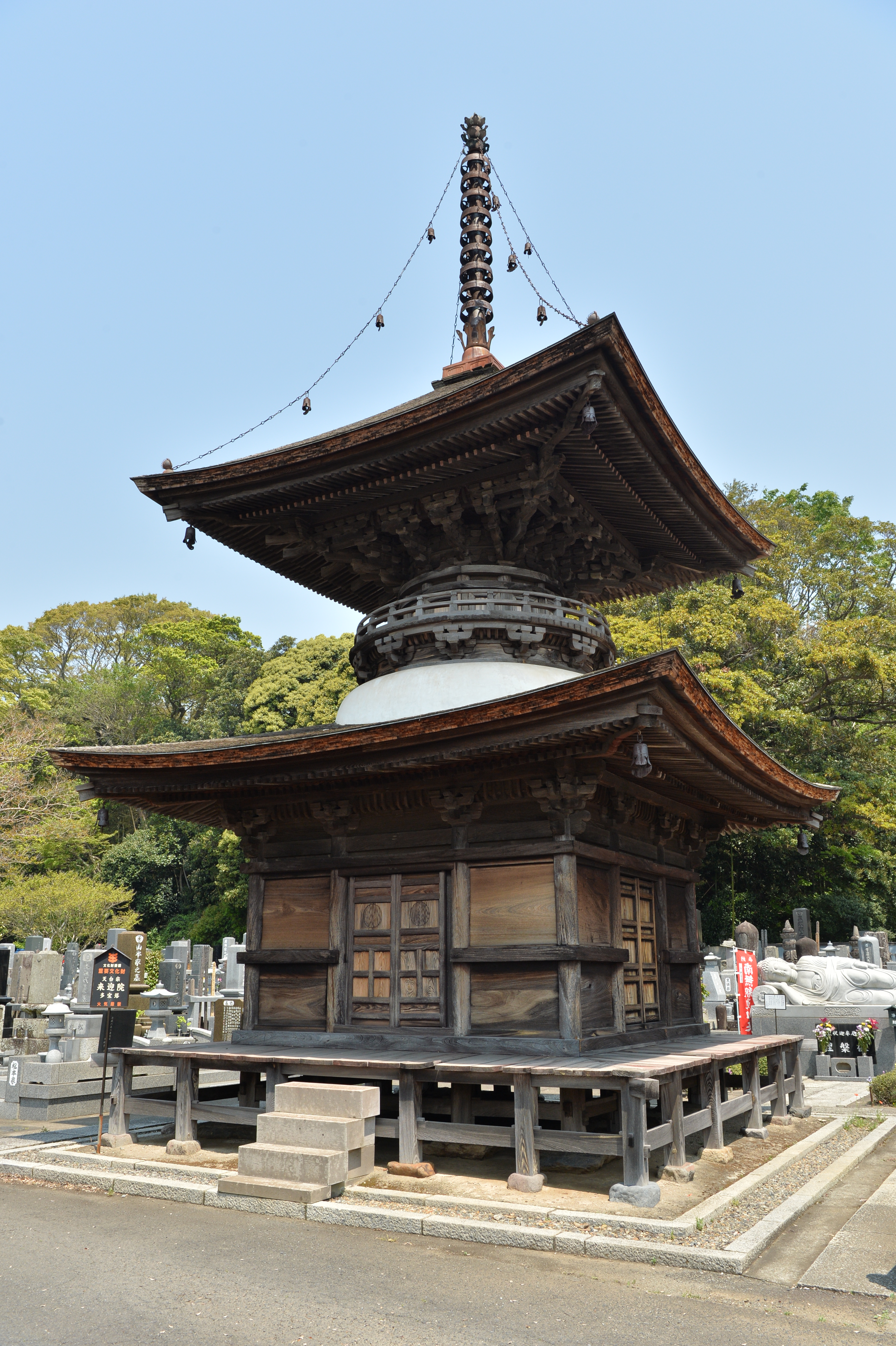
来迎院多宝塔

- 多宝塔 - 関東以北に残る数少ない中世多宝塔の例[2]。通常の三間多宝塔で、屋根は杮葺き。初層内部は後方寄りに来迎柱を立て、須弥壇を設ける。初層の地垂木上に柱盤を設け、上層の柱はそこから立つ。相輪宝珠の刻銘から、当地の守護で江戸崎城主であった土岐治英の援助で弘治2年（1556年）に建立されたものとみられる[3]。施行には当時、現在の茨城県南部地方で活動していた前嶋大工が関わっている。細部の建築様式や、同時期の建立である西蓮寺仁王門（天文12年・1543年建立）との比較から、来迎院多宝塔の建立も16世紀半ばとみられる[1]。修理は1860年（安政7年）、1894年（明治27年）、1919年（大正8年）、1961年（昭和36年）、1998年（平成10年） - 2001年（平成13年）に行われた[4]。2006年（平成18年）12月19日に重要文化財指定[5]。

## 境内
- 金剛力士像
- 涅槃仏

## 年中行事
毎年12月23日に火防祭火渡りを行っている